# Vanessa Boslak
Vanessa Boslak, född den 11 juni 1982 i Lesquin, är en fransk friidrottare som tävlar i stavhopp.
Boslak blev bronsmedaljör vid VM för juniorer 2000. Som senior var hon i final vid inomhus-VM 2004 då hon slutade på femte plats med ett hopp på 4,50. Hon var även i final vid Olympiska sommarspelen 2004 och slutade då sexa efter att ha klarat 4,40. 
Även vid VM 2005 var hon i final och slutade då åtta. Vid inomhus-VM 2006 blev hon femma efter att ha klarat 4,65. Samma placering nådde hon vid VM 2007 i Osaka fast då efter att ha klarat 4,70.
Hon deltog även vid Olympiska sommarspelen 2008 och blev då nia efter ett hopp på 4,55.

## Personliga rekord
- Stavhopp - 4,70 meter